# Liste des députés de la Ve législature du Parlement de Catalogne
Les députés de la Ve législature du Parlement de Catalogne sont les 135 députés de la Ve législature du Parlement de Catalogne élus lors des élections au Parlement de Catalogne de 1995. Leur mandat commence le 5 décembre 1995 et se termine le 24 août 1999.

## Liste des députés
- Haut – A
- B
- C
- D
- E
- F
- G
- H
- I
- J
- K
- L
- M
- N
- O
- P
- Q
- R
- S
- T
- U
- V
- W
- X
- Y
- Z

| Nom                               | Liste | Liste                                                         | Circonscription | Notes                                                                                    |
| --------------------------------- | ----- | ------------------------------------------------------------- | --------------- | ---------------------------------------------------------------------------------------- |
| Josep Abelló i Padró              |       | Parti des socialistes de Catalogne                            | Tarragone       | Jusqu'au 1er mars 1999, remplacé le 2 mars 1999 par Antoni Sabaté i Ibarz                |
| Macià Alavedra i Moner            |       | Convergence et Union                                          | Barcelone       | Jusqu'au 16 septembre 1997, remplacée le 22 septembre 1997 par Josep Rull i Andreu       |
| Jaume Aligué i Escudé             |       | Convergence et Union                                          | Lleida          |                                                                                          |
| Julio Ariza i Irigoyen            |       | Parti populaire de Catalogne                                  | Barcelone       |                                                                                          |
| Lluís Armet i Coma                |       | Parti des socialistes de Catalogne                            | Barcelone       |                                                                                          |
| Jordi Ausàs i Coll                |       | Esquerra Republicana de Catalunya                             | Lleida          |                                                                                          |
| Joan Aymerich i Aroca             |       | Convergence et Union                                          | Barcelone       |                                                                                          |
| Lluís Badia i Chancho             |       | Convergence et Union                                          | Tarragone       | Jusqu'au 6 février 1997, remplacé le 13 février 1997 par Jordi Argilés i Serres          |
| Rosa Barenys i Martorell          |       | Parti des socialistes de Catalogne                            | Barcelone       |                                                                                          |
| Josep Bargalló i Valls            |       | Esquerra Republicana de Catalunya                             | Tarragone       |                                                                                          |
| Joan Barios i Ortiz               |       | Parti populaire de Catalogne                                  | Lleida          | Jusqu'au 5 juin 1996, remplacé le 11 juin 1996 par Antonio Aigé i Sánchez                |
| Jesús Bartolomé i Carrascal       |       | Convergence et Union                                          | Lleida          |                                                                                          |
| Ernest Benach i Pascual           |       | Esquerra Republicana de Catalunya                             | Tarragone       | Deuxième secrétaire à partir du 30 octobre 1996                                          |
| Joan Blanch i Rodríguez           |       | Parti des socialistes de Catalogne                            | Barcelone       |                                                                                          |
| Joan Boada i Masoliver            |       | Iniciativa per Catalunya Verds - Esquerra Unida i Alternativa | Barcelone       |                                                                                          |
| Isidre Bonet i Palau              |       | Parti populaire de Catalogne                                  | Barcelone       |                                                                                          |
| Meritxell Borràs i Solé           |       | Convergence et Union                                          | Barcelone       |                                                                                          |
| Xavier Bosch i Garcia             |       | Esquerra Republicana de Catalunya                             | Barcelone       | Deuxième secrétaire jusqu'au 22 octobre 1996                                             |
| Josep Lluís Boya i González       |       | Convergence et Union                                          | Lleida          |                                                                                          |
| Rosa Bruguera i Bellmunt          |       | Convergence et Union                                          | Barcelone       |                                                                                          |
| Manuel Bustos i Garrido           |       | Parti des socialistes de Catalogne                            | Barcelone       |                                                                                          |
| Magí Cadevall i Soler             |       | Parti des socialistes de Catalogne                            | Barcelone       |                                                                                          |
| Ramon Camp i Batalla              |       | Convergence et Union                                          | Barcelone       |                                                                                          |
| Jaume Camps i Rovira              |       | Convergence et Union                                          | Barcelone       |                                                                                          |
| Josep M. Carbonell i Abelló       |       | Parti des socialistes de Catalogne                            | Barcelone       |                                                                                          |
| Martí Carnicer i Vidal            |       | Parti des socialistes de Catalogne                            | Tarragone       |                                                                                          |
| Josep-Lluís Carod-Rovira          |       | Esquerra Republicana de Catalunya                             | Barcelone       |                                                                                          |
| Joan Manuel Carrera i Pedrol      |       | Convergence et Union                                          | Tarragone       |                                                                                          |
| Eudald Casadesús i Barceló        |       | Convergence et Union                                          | Gérone          |                                                                                          |
| Jordi Casas i Bedós               |       | Convergence et Union                                          | Barcelone       |                                                                                          |
| Enric Castellnou i Alberch        |       | Convergence et Union                                          | Barcelone       |                                                                                          |
| Josep Clofent i Rosique           |       | Parti des socialistes de Catalogne                            | Barcelone       |                                                                                          |
| Higini Clotas i Cierco            |       | Parti des socialistes de Catalogne                            | Barcelone       |                                                                                          |
| Francesc Codina i Castillo        |       | Convergence et Union                                          | Barcelone       | Troisième secrétaire                                                                     |
| Àngel Colom i Colom               |       | Esquerra Republicana de Catalunya                             | Barcelone       |                                                                                          |
| Antoni Comas i Baldellou          |       | Convergence et Union                                          | Barcelone       |                                                                                          |
| Celestino Corbacho i Chaves       |       | Parti des socialistes de Catalogne                            | Barcelone       |                                                                                          |
| Josep Curto i Casadó              |       | Parti populaire de Catalogne                                  | Tarragone       |                                                                                          |
| Marià Curto i Forés               |       | Convergence et Union                                          | Tarragone       |                                                                                          |
| Antoni Dalmau i Ribalta           |       | Parti des socialistes de Catalogne                            | Barcelone       |                                                                                          |
| Manuela de Madre Ortega           |       | Parti des socialistes de Catalogne                            | Barcelone       |                                                                                          |
| Montserrat Duch i Plana           |       | Parti des socialistes de Catalogne                            | Tarragone       |                                                                                          |
| Raimon Escudé i Pladellorens      |       | Convergence et Union                                          | Barcelone       | Premier secrétaire                                                                       |
| Ramon Espadaler i Parcerisas      |       | Convergence et Union                                          | Barcelone       |                                                                                          |
| Salvador Esteve Figueras          |       | Convergence et Union                                          | Barcelone       |                                                                                          |
| Josep M. Fabregat i Vidal         |       | Parti populaire de Catalogne                                  | Lleida          |                                                                                          |
| Estanislau Felip i Monsonís       |       | Convergence et Union                                          | Lleida          |                                                                                          |
| Josep Lluís Fernández i Burgui    |       | Convergence et Union                                          | Barcelone       |                                                                                          |
| Joan Ferran i Serafini            |       | Parti des socialistes de Catalogne                            | Barcelone       |                                                                                          |
| Francesc Ferrer i Gironés         |       | Esquerra Republicana de Catalunya                             | Gérone          |                                                                                          |
| Joaquim Ferrer i Roca             |       | Convergence et Union                                          | Barcelone       |                                                                                          |
| Carme Figueras i Siñol            |       | Parti des socialistes de Catalogne                            | Barcelone       |                                                                                          |
| Josep Maria Francàs i Porti       |       | Parti populaire de Catalogne                                  | Barcelone       |                                                                                          |
| Roc Fuentes i Navarro             |       | Iniciativa per Catalunya Verds - Esquerra Unida i Alternativa | Barcelone       | Quatrième secrétaire à partir du 17 juin 1998                                            |
| Joan M. Ganyet i Solé             |       | Parti des socialistes de Catalogne                            | Lleida          |                                                                                          |
| Isidre Gavín i Valls              |       | Convergence et Union                                          | Lleida          |                                                                                          |
| Marina Geli i Fàbrega             |       | Parti des socialistes de Catalogne                            | Gérone          |                                                                                          |
| Marià Gil i Agné                  |       | Parti des socialistes de Catalogne                            | Tarragone       |                                                                                          |
| Víctor Manuel Gimeno i Sanz       |       | Iniciativa per Catalunya Verds - Esquerra Unida i Alternativa | Tarragone       |                                                                                          |
| Joan Granados i Durán             |       | Convergence et Union                                          | Barcelone       |                                                                                          |
| Ignasi Guardans i Cambó           |       | Convergence et Union                                          | Barcelone       | Jusqu'au 20 mars 1996, remplacé le 22 mars 1996 par Vinyet Panyella i Balcells           |
| Jordi Guillot i Miravet           |       | Iniciativa per Catalunya Verds - Esquerra Unida i Alternativa | Barcelone       |                                                                                          |
| Xavier Guitart i Domènech         |       | Parti des socialistes de Catalogne                            | Barcelone       |                                                                                          |
| Enric Herranz i Masó              |       | Parti populaire de Catalogne                                  | Gérone          |                                                                                          |
| Rafael Hinojosa i Lucena          |       | Convergence et Union                                          | Barcelone       |                                                                                          |
| Josep Huguet i Biosca             |       | Esquerra Republicana de Catalunya                             | Barcelone       |                                                                                          |
| Francesc Iglesias i Sala          |       | Convergence et Union                                          | Barcelone       |                                                                                          |
| Jaume Jané i Bel                  |       | Convergence et Union                                          | Barcelone       |                                                                                          |
| Fidel Lora i Lillo                |       | Iniciativa per Catalunya Verds - Esquerra Unida i Alternativa | Barcelone       |                                                                                          |
| Rafael Luna i Vivas               |       | Parti populaire de Catalogne                                  | Tarragone       |                                                                                          |
| Pere Macias i Arau                |       | Convergence et Union                                          | Gérone          |                                                                                          |
| Josep Maldonado i Gili            |       | Convergence et Union                                          | Tarragone       | Jusqu'au 6 février 1997, remplacé le 13 février 1997 par Carles Magriñà i Miracle        |
| Francesc Marhuenda i García       |       | Parti populaire de Catalogne                                  | Barcelone       | Jusqu'au 23 mai 1996, remplacé le 29 mai 1996 par Eduard Escartín i Sánchez              |
| F. Xavier Marimon i Sabaté        |       | Convergence et Union                                          | Lleida          |                                                                                          |
| Artur Mas i Gavarró               |       | Convergence et Union                                          | Barcelone       |                                                                                          |
| Imma Mayol i Beltrán              |       | Iniciativa per Catalunya Verds - Esquerra Unida i Alternativa | Barcelone       | Quatrième secrétaire jusqu'au 16 juin 1998                                               |
| Josep Micaló i Aliu               |       | Convergence et Union                                          | Gérone          |                                                                                          |
| Josep Enric Millo i Rocher        |       | Convergence et Union                                          | Gérone          |                                                                                          |
| Simeó Miquel i Peguera            |       | Convergence et Union                                          | Lleida          |                                                                                          |
| Josep Mir i Bagó                  |       | Parti des socialistes de Catalogne                            | Barcelone       |                                                                                          |
| Maria Dolors Montserrat i Culleré |       | Parti populaire de Catalogne                                  | Barcelone       |                                                                                          |
| Salvador Morera i Tanyà           |       | Esquerra Republicana de Catalunya                             | Barcelone       |                                                                                          |
| M. Dolors Murillo i Cabré         |       | Convergence et Union                                          | Tarragone       | Jusqu'au 12 février 1998, remplacée le 25 février 1998 par Joan Baptista Giménez i March |
| Pere Mutjé i Pujol                |       | Convergence et Union                                          | Gérone          |                                                                                          |
| Maria Dolors Nadal i Aymerich     |       | Parti populaire de Catalogne                                  | Barcelone       |                                                                                          |
| Joaquim Nadal i Farreras          |       | Parti des socialistes de Catalogne                            | Barcelone       |                                                                                          |
| Manuel Nadal i Farreras           |       | Parti des socialistes de Catalogne                            | Gérone          |                                                                                          |
| Trinitat Neras i Plaja            |       | Convergence et Union                                          | Gérone          |                                                                                          |
| Joaquim Novella i Izquierdo       |       | Iniciativa per Catalunya Verds - Esquerra Unida i Alternativa | Barcelone       |                                                                                          |
| Josep María Obiols i Germà        |       | Parti des socialistes de Catalogne                            | Barcelone       | Jusqu'au 13 juin 1999, remplacé le 22 juin 1999 par Joan Carles Canongia i Gerona        |
| Ignasi Oleart i Comellas          |       | Parti populaire de Catalogne                                  | Barcelone       |                                                                                          |
| Joan Oliart i Pons                |       | Parti des socialistes de Catalogne                            | Barcelone       | Jusqu'au 7 octobre 1997, remplacé le 13 octobre 1997 par Joan Roma i Cunill              |
| Maria Olivares i Usac             |       | Iniciativa per Catalunya Verds - Esquerra Unida i Alternativa | Barcelone       |                                                                                          |
| Esteve Orriols i Sendra           |       | Convergence et Union                                          | Barcelone       |                                                                                          |
| Eva Maria Palau i Gil             |       | Convergence et Union                                          | Gérone          |                                                                                          |
| Glòria Pallé i Torres             |       | Convergence et Union                                          | Lleida          |                                                                                          |
| Pere Jordi Piella i Vilaregut     |       | Parti des socialistes de Catalogne                            | Gérone          |                                                                                          |
| Ferran Pont i Puntigam            |       | Convergence et Union                                          | Barcelone       |                                                                                          |
| Jordi Portabella i Calvete        |       | Esquerra Republicana de Catalunya                             | Barcelone       |                                                                                          |
| Joan Puigcercós i Boixassa        |       | Esquerra Republicana de Catalunya                             | Gérone          |                                                                                          |
| Joan Maria Pujals i Vallvé        |       | Convergence et Union                                          | Tarragone       |                                                                                          |
| Joaquim Pujol i Figa              |       | Convergence et Union                                          | Barcelone       |                                                                                          |
| Simón Pujol i Folcrà              |       | Parti populaire de Catalogne                                  | Barcelone       | Deuxième vice-président                                                                  |
| Jordi Pujol i Soley               |       | Convergence et Union                                          | Barcelone       |                                                                                          |
| Joan Raventós i Pujadó            |       | Convergence et Union                                          | Barcelone       | Jusqu'au 5 juin 1997, remplacé le 12 juin 1997 par Pere Ribera i Guals                   |
| Josep Maria Rañé i Blasco         |       | Parti des socialistes de Catalogne                            | Barcelone       |                                                                                          |
| Joan Reventós i Carner            |       | Parti des socialistes de Catalogne                            | Barcelone       | Président du Parlement                                                                   |
| Rafael Ribó i Massó               |       | Iniciativa per Catalunya Verds - Esquerra Unida i Alternativa | Barcelone       |                                                                                          |
| Joan Ridao i Martín               |       | Esquerra Republicana de Catalunya                             | Barcelone       |                                                                                          |
| Ignasi Riera i Gassiot            |       | Iniciativa per Catalunya Verds - Esquerra Unida i Alternativa | Barcelone       |                                                                                          |
| Joan Rigol i Roig                 |       | Convergence et Union                                          | Barcelone       |                                                                                          |
| Joan Maria Roig i Grau            |       | Convergence et Union                                          | Tarragone       |                                                                                          |
| Víctor Ros i Casas                |       | Parti populaire de Catalogne                                  | Barcelone       |                                                                                          |
| Joan Manuel Sabanza i March       |       | Convergence et Union                                          | Tarragone       |                                                                                          |
| Josep Maria Sala i Grisó          |       | Parti des socialistes de Catalogne                            | Barcelone       | Jusqu'au 29 octobre 1997, remplacé le 25 novembre 1997 par Maria Assumpta Baig i Torras  |
| Josep Maria Salvatella i Suñer    |       | Convergence et Union                                          | Gérone          |                                                                                          |
| Flora Sanabra i Villarroya        |       | Convergence et Union                                          | Barcelone       |                                                                                          |
| Martí Sans i Pairutó              |       | Parti des socialistes de Catalogne                            | Gérone          |                                                                                          |
| Josep Serratusell i Sitjes        |       | Convergence et Union                                          | Barcelone       |                                                                                          |
| Domènec Sesmilo i Rius            |       | Convergence et Union                                          | Barcelone       | Premier vice-président                                                                   |
| Daniel Sirera i Bellés            |       | Parti populaire de Catalogne                                  | Barcelone       |                                                                                          |
| Antoni Siurana i Zaragoza         |       | Parti des socialistes de Catalogne                            | Lleida          |                                                                                          |
| Josep Sánchez i Pagès             |       | Convergence et Union                                          | Tarragone       |                                                                                          |
| Daniel Terradellas i Redon        |       | Parti des socialistes de Catalogne                            | Gérone          |                                                                                          |
| Carme Tolosana i Cidón            |       | Iniciativa per Catalunya Verds - Esquerra Unida i Alternativa | Barcelone       |                                                                                          |
| Xavier Trias Vidal de Llobatera   |       | Convergence et Union                                          | Barcelone       |                                                                                          |
| Benet Tugues i Boliart            |       | Esquerra Republicana de Catalunya                             | Lleida          |                                                                                          |
| Montserrat Tura i Camafreita      |       | Parti des socialistes de Catalogne                            | Barcelone       |                                                                                          |
| Araceli Vendrell i Gener          |       | Convergence et Union                                          | Barcelone       |                                                                                          |
| Maria Carme Vidal i Xifré         |       | Convergence et Union                                          | Gérone          | Jusqu'au 6 août 1998, remplacée le 21 septembre 1998 par Pere Lladó i Isàbal             |
| Aleix Vidal-Quadras i Roca        |       | Parti populaire de Catalogne                                  | Barcelone       | Jusqu'au 5 décembre 1995, remplacé le 22 juillet 1999 par Josep Tutusaus i Besante       |
| Víctor Vila i Giró                |       | Convergence et Union                                          | Barcelone       |                                                                                          |
| Ramon Vilalta i Oliva             |       | Parti des socialistes de Catalogne                            | Lleida          |                                                                                          |
| Jacint Vilardaga i González       |       | Parti populaire de Catalogne                                  | Barcelone       |                                                                                          |
| Josep Lluís Vilaseca i Guasch     |       | Convergence et Union                                          | Barcelone       | Jusqu'au 2 septembre 1997, remplacé le 15 septembre 1997 par Marcel Riera i Bou          |